# Svensk förening för toxikologi
Svensk förening för toxikologi (SFT) är en intresseförening för personer som studerar eller är yrkesverksamma inom områden med toxikologisk anknytning, t.ex. toxikologisk forskning, hälso- och miljöriskbedömning och/eller annat toxikologiskt arbete. 
Professor Bo Holmstedt, vid Karolinska Institutet, var föreningens första ordförande 1978-79. Föreningen är medlemsorganisation i de internationella toxikologiska organisationerna i Europa (EUROTOX) och Internationellt (IUTOX). Under 2000-talet har föreningen haft ca 400 medlemmar.